# Jean-Pierre Danguillaume
Jean-Pierre Danguillaume (ur. 25 maja 1946 w Joué-lès-Tours) – francuski kolarz szosowy i przełajowy, brązowy medalista szosowych mistrzostw świata.

## Kariera
Największy sukces w karierze Jean-Pierre Danguillaume osiągnął w 1975 roku, kiedy zdobył brązowy medal w wyścigu ze startu wspólnego podczas szosowych mistrzostw świata w Yvoir. W zawodach tych wyprzedzili go jedynie Holender Hennie Kuiper oraz Belg Roger De Vlaeminck. Był to jedyny medal wywalczony przez niego na międzynarodowej imprezie tej rangi. W tej samej konkurencji zajął też dziewiąte miejsce na mistrzostwach świata w Gap w 1972 roku oraz był czwarty w drużynowej jeździe na czas na rozgrywanych sześć lat wcześniej mistrzostwach świata w Nürburgu. Ponadto wygrał między innymi Wyścig Pokoju w 1969 roku, Grand Prix Ouest France-Plouay w 1971 roku, Criterium National w 1973 roku, Grand Prix du Midi Libre w 1974 roku, wyścig Paryż-Bourges w 1975 roku, a rok później był najlepszy w Tour de l’Aude. Wielokrotnie startował w Tour de France, wygrywając łącznie siedem etapów. Najlepszy wynik w klasyfikacji generalnej osiągnął w 1974 roku, kiedy był trzynasty. W tym samym roku był także siódmy w Vuelta a España. W tym samym roku kontrola dopingowa dała pozytywny wynik na obecność amfetaminy w jego organizmiePotrzebne źródło. W 1968 roku wystartował w drużynowej jeździe na czas na igrzyskach olimpijskich w Meksyku, zajmując wspólnie z kolegami z reprezentacji piętnaste miejsce. Startował także w kolarstwie przełajowym, ale bez większych sukcesów.
Po zakończeniu kariery był dyrektorem sportowym grupy Mercier-BP.
Jest synem Camille Danguillaume’a, zwycięzcy Criterium National z 1948 roku i Liège-Bastogne-Liège z 1949 roku.

## Ważniejsze sukcesy
- Wyścig Pokoju 1969
- Criterium National 1973
- Grand Prix Ouest France-Plouay 1971
- 7 etapów na Tour de France
- Brązowy medal Mistrzostw Świata 1975